# Getynga
Getynga (niem. Göttingen, dolnoniem. Chöttingen) – akademickie miasto powiatowe w Niemczech, nad rzeką Leine, na południowym krańcu kraju związkowego Dolna Saksonia, siedziba powiatu Getynga. W roku 2013 miasto liczyło 116 891 mieszkańców. Jeden z głównych ośrodków naukowych kraju (ponad 30 tys. studentów), siedziba Dolnosaksońskiej Akademii Nauk. Liczące się centrum turystyczne oraz kulturalne.
Symbolem miasta jest niewielka fontanna – figura Gęsiareczki z 1901 r.

## Historia

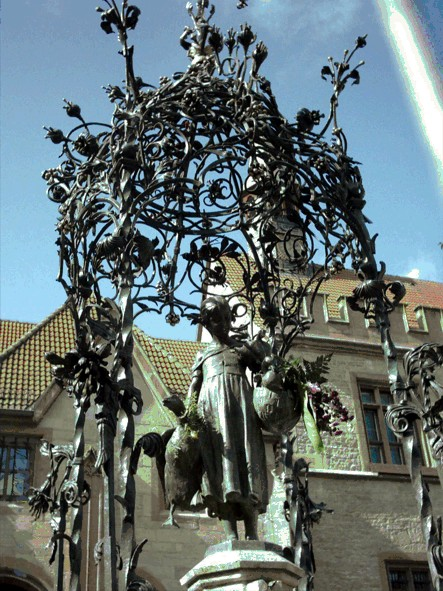
Figura Gęsiareczki

Pierwsza wzmianka o Getyndze pochodzi z 953 roku. Znajdował się tam już wtedy pałac cesarski Grona, gdzie odbywały się posiedzenia parlamentu oraz spotkania cesarza i królów. W 1180 pałac został zniszczony przez Henryka Lwa. Prawa miejskie uzyskane ok. 1210 roku. Od XIV wieku ośrodek sukiennictwa oraz członek Hanzy (w latach 1351–1572).
Znajdujący się w mieście słynny uniwersytet założony w 1734 r. ukończyło ponad 30 laureatów Nagrody Nobla, między innymi: Adolf Butenandt i Walther Hermann Nernst. Studiowali lub wykładali tamże tak wielcy uczeni jak: Carl Friedrich Gauss, Wilhelm Weber, Peter Gustav Lejeune Dirichlet, David Hilbert, Max Born, J. Robert Oppenheimer, Friedrich Hund. W Getyndze ukończył studia filolog klasyczny Gotfryd Ernest Groddeck – profesor Uniwersytetu Wileńskiego. Miasto jest siedzibą czterech instytutów badawczych Towarzystwa Maxa Plancka.
Z Getyngi pochodzi zespół crossoverowy Guano Apes.
Po II wojnie światowej na Uniwersytet Georga Augusta w Getyndze przeniesiono kadrę naukową z Uniwersytetu Albertyna w Królewcu (miasto włączone do ZSRR).

## Gospodarka
W mieście rozwinął się przemysł metalowy, precyzyjny, farmaceutyczny, elektrotechniczny oraz poligraficzny.

## Transport

### Drogowy
W relacji północ-południe zachodnim obejściem miasta jest autostrada A7.
Przez miasto przebiegają drogi krajowe B3 oraz B27.

### Kolejowy
Stacja kolejowa w Getyndze znajduje się w kierunku zachodnim względem średniowiecznego centrum miasta. Zatrzymują się na niej pociągi regionalne, nocne oraz składy dużej prędkości ICE.

### Publiczny transport zbiorowy

#### Transport miejski
Realizacją transportu miejskiego zajmują się Göttinger Verkehrsbetriebe GmbH (GöVB). System transportu w mieście oparty jest na 27 liniach autobusowych (19 linii dziennych oraz 8 linii nocnych) oraz około 500 przystankach autobusowych.

#### Transport międzymiastowy
Transport międzymiastowy oraz podmiejski realizowany jest z dworca autobusowego (Zentraler Omnibusbahnhof Goettingen, ZOB) znajdującego się w pobliżu stacji kolejowej.

### Transport rowerowy
W Getyndze znajduje się pierwsza w Niemczech „ekspresowa trasa rowerowa” (eRadschnellweg). Droga o długości 4 km łączy stację kolejową z Północnym Kampusem Uniwersytetu.

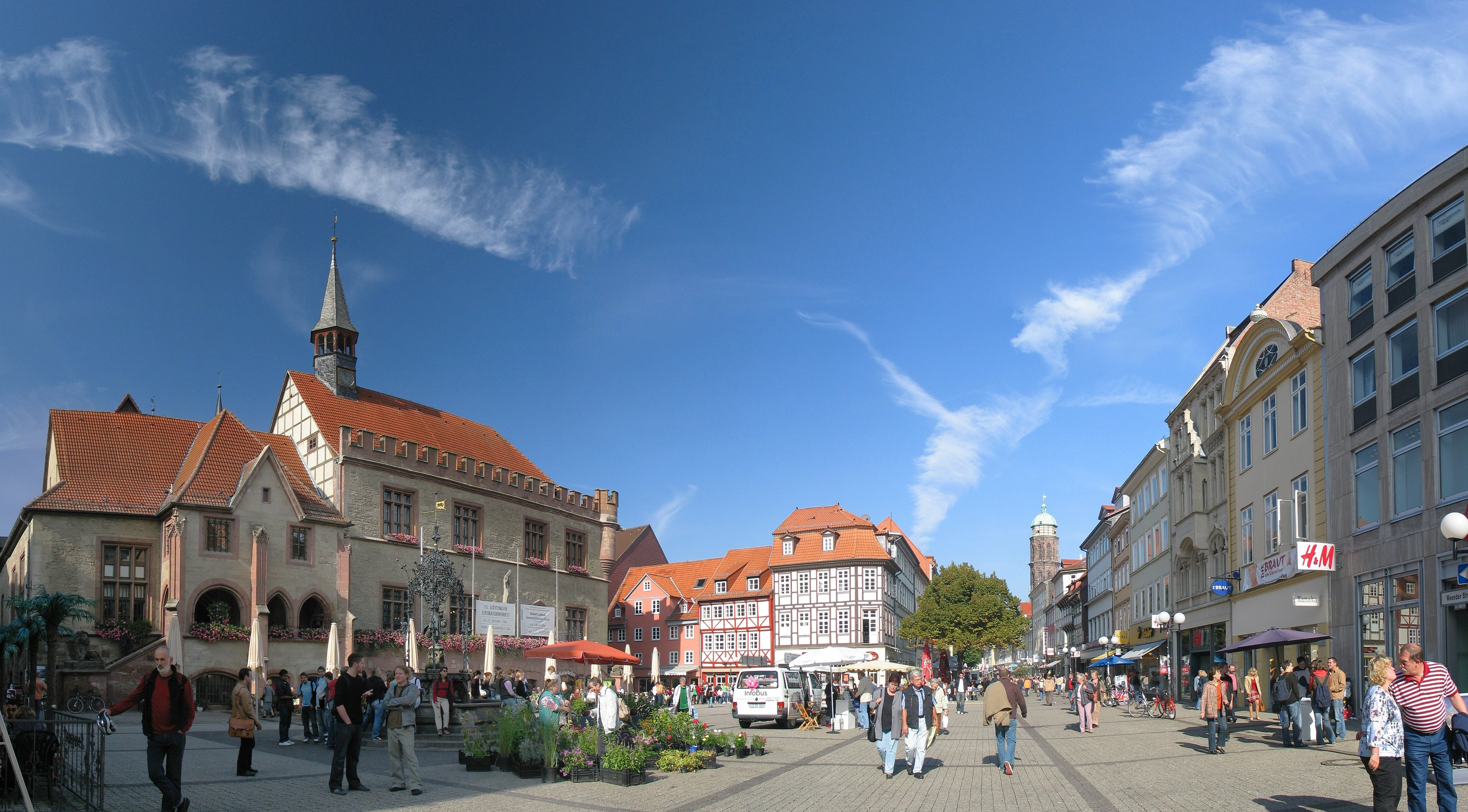
Rynek w Getyndze

## Osoby

### urodzeni w Getyndze
- Herbert Grönemeyer – niemiecki piosenkarz i aktor.
- Sandra Nasić – wokalistka

## Miasta partnerskie
- Wielka Brytania: Cheltenham od 1951
- Nikaragua: La Paz Centro od 1989
- Francja: Pau od 1982
- Polska: Toruń od 1978
- Saksonia-Anhalt: Wittenberga od 1988

## Nagrody i wyróżnienia
- 1998 – Medal „Za zasługi dla Miasta Torunia” na wstędze[3]